# مقنعه

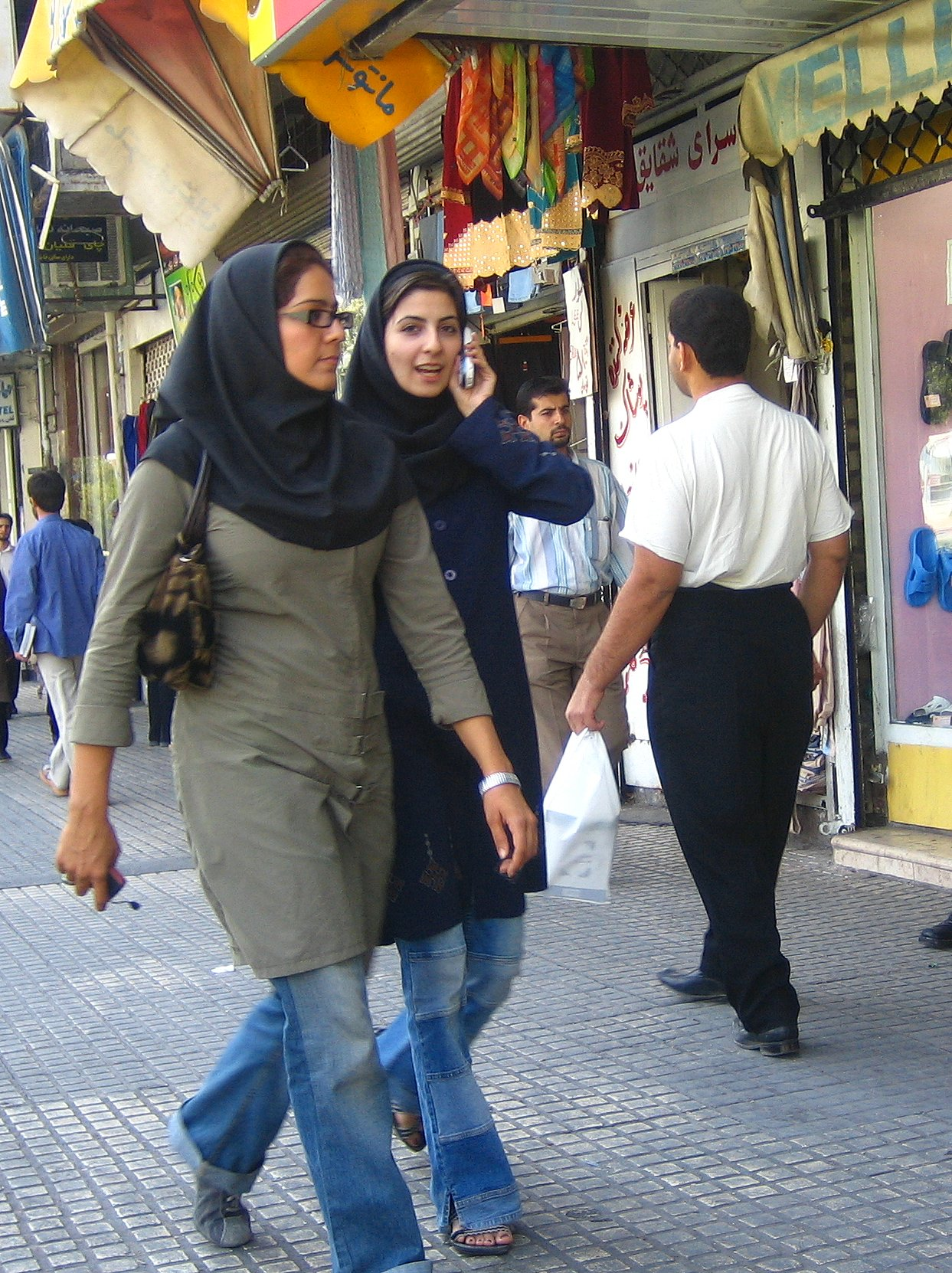
دو زن ایرانی با پوشش مقنعه

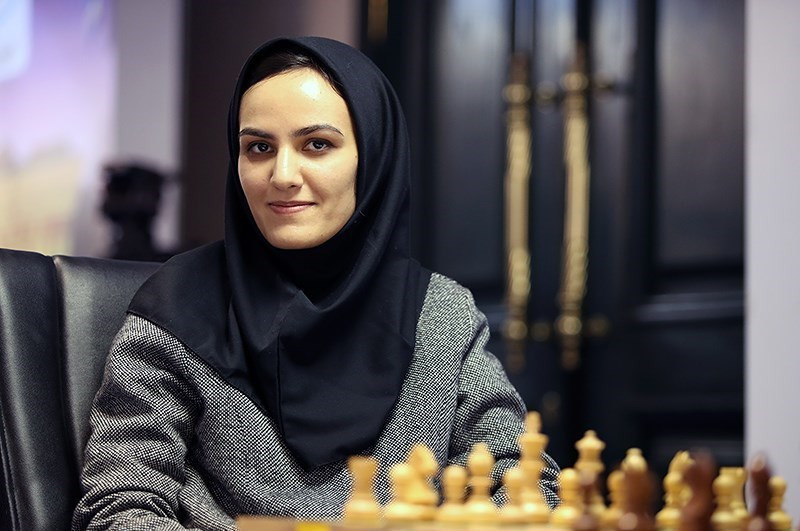
شطرنج‌باز ایرانی میترا حجازی‌پور با مقنعه

مَقْنَعه، نوعی از پوشش اسلامی برای زنان است که به دلیل یک تکه بودنش سر و سینه‌ها را پوشیده‌تر نگه می‌دارد.
مقنعه پوششی است مخصوص سر و گردن که تا پایین سینه‌ها و ناف را می‌پوشاند. رایج‌ترین نوع آن که معمولاً در ادارات، مدارس و مکان‌های عمومی و سازمان‌های دولتی در ایران و کشورهای دیگر پوشیده می‌شود مقنعهٔ پفی است که از پارچه‌ای مربعی شکل دوخته می‌شود، به این شکل که دو ضلع مجاور تا نزدیکی راس زاویه به هم دوخته می‌شود و دایره‌ای به اندازهٔ صورت به شکل ندوخته باقی می‌ماند.
نوع دیگر مقنعه چانه‌دار و آستین‌دار است که در سالهای اولیه پس از انقلاب اسلامی ایران استفاده می‌شد و امروزه هنگام نماز به سر می‌شود.
این پوشش اصالتاً بعد از انقلاب اسلامی ایران ابداع شد. در سالهای اخیر انواع جدیدتر آن همچون مدل‌های گره‌ای، پروانه‌ای و غیره به بازار آمده است و مقنعه در انواع رنگ‌ها در بازار پیدا می‌شود.